# The OMD Singles
The OMD Singles est une compilation d'Orchestral Manoeuvres in the Dark.
- Date de parution de l'album : 1998
- Label : Virgin America
- Genres : Electronic/Dance, New Wave, Electro Rock

## Liste des titres
1. Electricity – 3:32
2. Messages – 4:46
3. Enola Gay – 3:32
4. Souvenir – 3:37
5. Joan of Arc – 3:47
6. Maid of Orleans – 4:12
7. Tesla Girls – 3:34
8. Locomotion – 3:57
9. Talking Loud and Clear – 3:56
10. So in Love – 3:30
11. If You Leave – 4:30
12. (Forever) Live and Die – 3:36
13. Dreaming – 3:58
14. Sailing on the Seven Seas – 3:45
15. Pandora's Box – 4:06
16. Call My Name – 4:15
17. Dream of Me – 3:53
18. Walking on the Milky Way – 4:02